# Rubén Pinar
Rubén Pinar Rubio, né le 5 août 1990 à Tobarra (Espagne, province d'Albacete), est un matador espagnol.

## Carrière
- Débuts en novillada avec picadors : Bogota (Colombie) le 15 janvier 2006 aux côtés de José Luis Roballo et Victoriano García. Novillos de la ganadería de Armerías.
- Présentation en Espagne : Guadalajara le 5 août 2006 aux côtés de Pérez Mota et Francisco Ramón Pajares. Novillos de la ganadería de El Cortijillo
- Présentation à Madrid : 8 juillet 2007 aux côtés de Oliva Soto et Sandre Moscoso. Novillos de la ganadería de Carmen Segovia.
- Présentation en France : 12 août 2007 à Dax (département des Landes) aux côtés de Daniel Martín et Pepe Moral. Novillos de la ganadería de Hoyo de la Gitana.
- Confirmation d’alternative à Madrid : 21 mai 2009. Parrain, Morante de la Puebla ; témoin, « Manzanares ». Taureaux de la ganadería de Juan Pedro Domecq.
- Confirmation d’alternative à Quito (Équateur) : 28 novembre 2009. Parrain, Guillermo Albán ; témoin, « El Fandi ». Taureaux de la ganadería de Trinidad.